# Burgruine Reichenau
Die Burgruine Reichenau (auch: Schlossruine Reichenau) ist Ruine einer Höhenburg auf 730 m ü. A. in Oberösterreich und liegt in der Gemeinde Reichenau im Mühlviertel. Die Burg wurde um 1315 errichtet und ist seit 1630 im Besitz der Starhembergs. 1750 wurde die Burg in ein Schloss umgebaut, ab 1930 wurde sie zur Ruine, die in den 1960er Jahren nur notdürftig renoviert wurde. Der Innenhof dient heute als Aufführungsort der „Burgfestspiele Reichenau“.

## Name
Der für eine Höhenburg eher untypische Name mit der Endung auf -au ist wahrscheinlich im Zusammenhang mit der Vorgängerburg im Tal zu sehen, auf die sich auch die ersten urkundlichen Erwähnungen beziehen: Mhd. ouwe meint ein von Wasser umflossenes Stück Land. Reichenau liegt in einem engen Tal an der Großen Gusen, die im Ort durch den Zusammenfluss von Rohrbach und Grasbach gebildet wird. Rîch bzw. rîche (= reich, mächtig, kostbar) in Verbindung mit -au deutet wohl auf landschaftlichen oder wirtschaftlichen Reichtum des Gebiets hin. Erwähnenswert ist in diesem Zusammenhang, dass die Fruchtreihen der auf dem Vischerstich sichtbaren Felder als Weinstöcke gesehen werden können. Wein konnte im Mühlviertel aufgrund der klimatischen Bedingungen im Mittelalter angebaut werden – darauf verweist etwa auch der Ortsname von Schloss Weinberg. Aus den Namensteilen entstand durch die im Mittelalter übliche dativische Ortsnamensnennung (zur) reichen Au der gefügte Name Reichenau.

## Geschichte
| Jahr    | Urkundliche Bezeichnung |
| ------- | ----------------------- |
| 1209    | Richenowe               |
| um 1220 | Richerawe               |
| 1305    | Reichenŏwe              |

Bereits 1209 wird ein Salmannus de Richenowe als Besitzer genannt. Alte urkundliche Erwähnungen lassen auf eine Vorgängeranlage im Tal nahe dem Ort Reichenau schließen. Noch im 16. Jahrhundert wurde ein altes Gemäuer unterhalb der Reichenauer Kirche im Tal erwähnt.
Ab dem Jahr 1315 ließ Walther von Marschalich (auch: Marschalk), ein Ministeriale der Passauer Bischöfe, am Pirchberg die heutige Burg errichten. 1359 kaufte Eberhard V. von Walsee die Burg von Hans von Reichenstein. 1379 ging sie wieder an die Herren von Marschalich zurück. Georg von Marschalich geriet wegen seiner Zehentforderungen mit der Bevölkerung in Streit, der damalige Landeshauptmann entschied zugunsten des Burgherrn. 1575 starben die Marschalich auf Reichenau aus. Der Freistädter Bürger Jakob Röttl kaufte die Burg von den Erben. Seit 1569 war er vom Passauer Bischof mit ihr belehnt. 1590 kaufte Joachim Stangl zu Waldenfels die Burg von Veit Röttl. Zur Zeit der Türkengefahr um 1594 diente die Burg als Fluchtburg für die Bevölkerung.

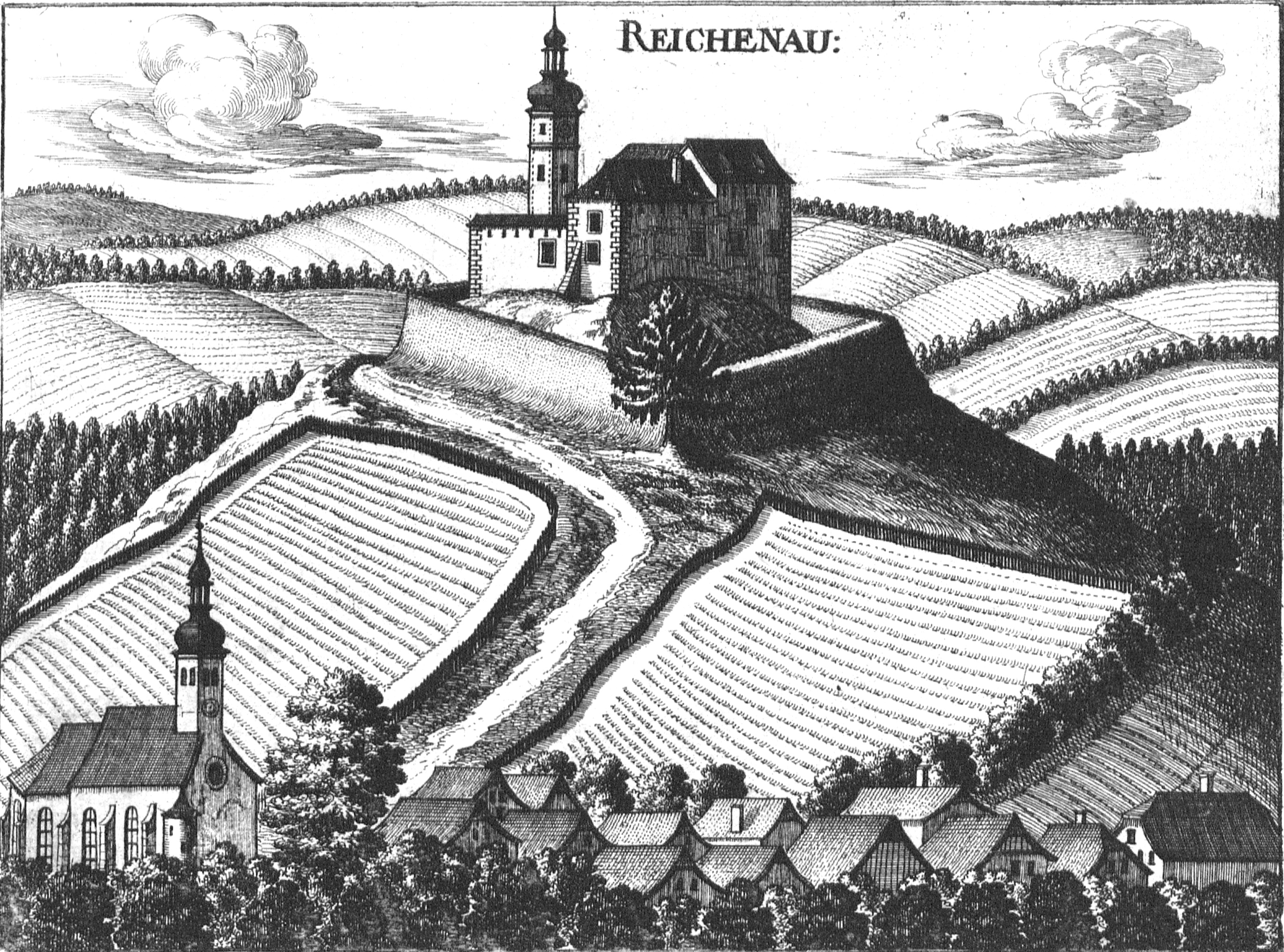
Burg Reichenau um 1674, Stich von Georg Matthäus Vischer

Um 1630 kaufte Heinrich Wilhelm von Starhemberg die Burg von den Erben Stangls. Bis heute gehört die Burg der Familie Starhemberg. Heinrich und seine Nachfolger nutzten die Burg als Jagdschloss. Nach einem Brand 1750 wurde die Burg zu einem Schloss umgebaut. In diesem Jahr (1750) gehörten zur Herrschaft Reichenau 467 Untertanenhäuser. Das Schloss wurde im 19. Jahrhundert vernachlässigt, und als 1930 das Forstpersonal das Schloss verließ, entwickelte sie sich zu Ruine. Der Heimatverein Urfahr-Umgebung pachtete 1955 die Anlage und begann mit der Sanierung einzelner Teile. Erst 1966 konnte die Ruine der Öffentlichkeit wieder zugänglich gemacht werden. Die gesamte Anlage wurde bisher noch nicht renoviert. Seit 1955 wird die Burg im Sommer als Kulisse der „Burgfestspiele Reichenau“ verwendet.

Burgruine Reichenau
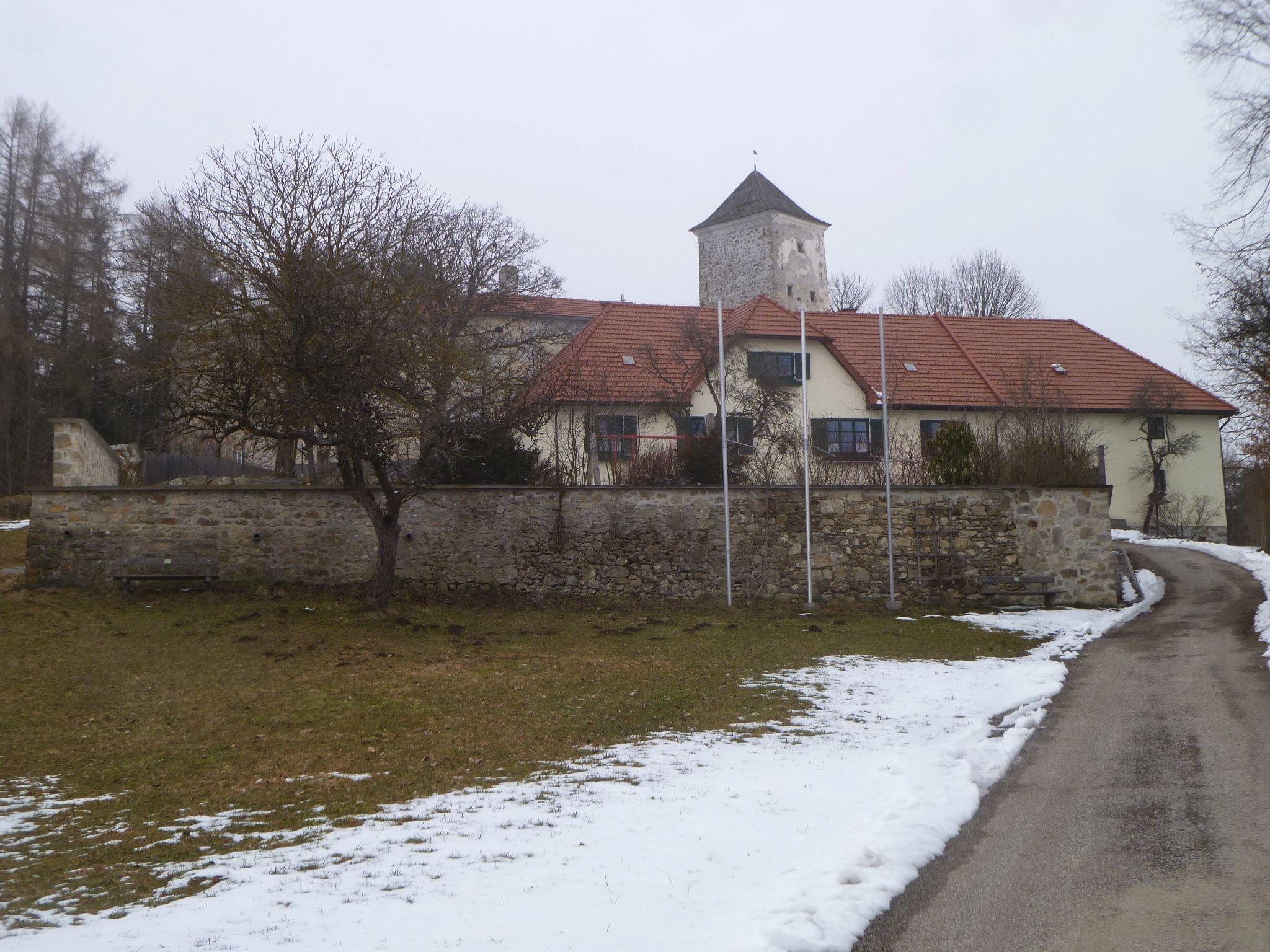
Burgruine Reichenau: Gesamtanlage
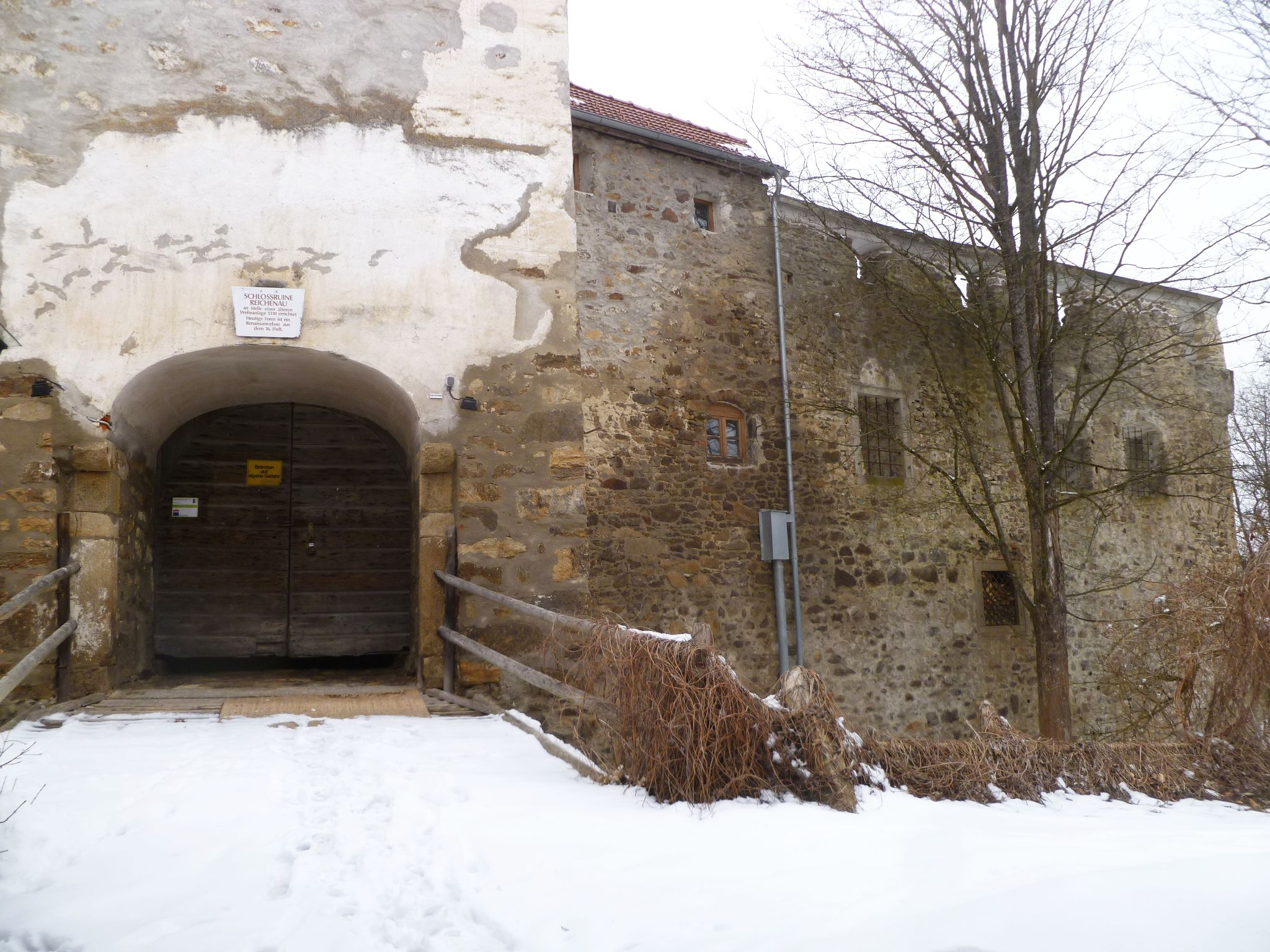
Burgruine Reichenau: Eingangstor
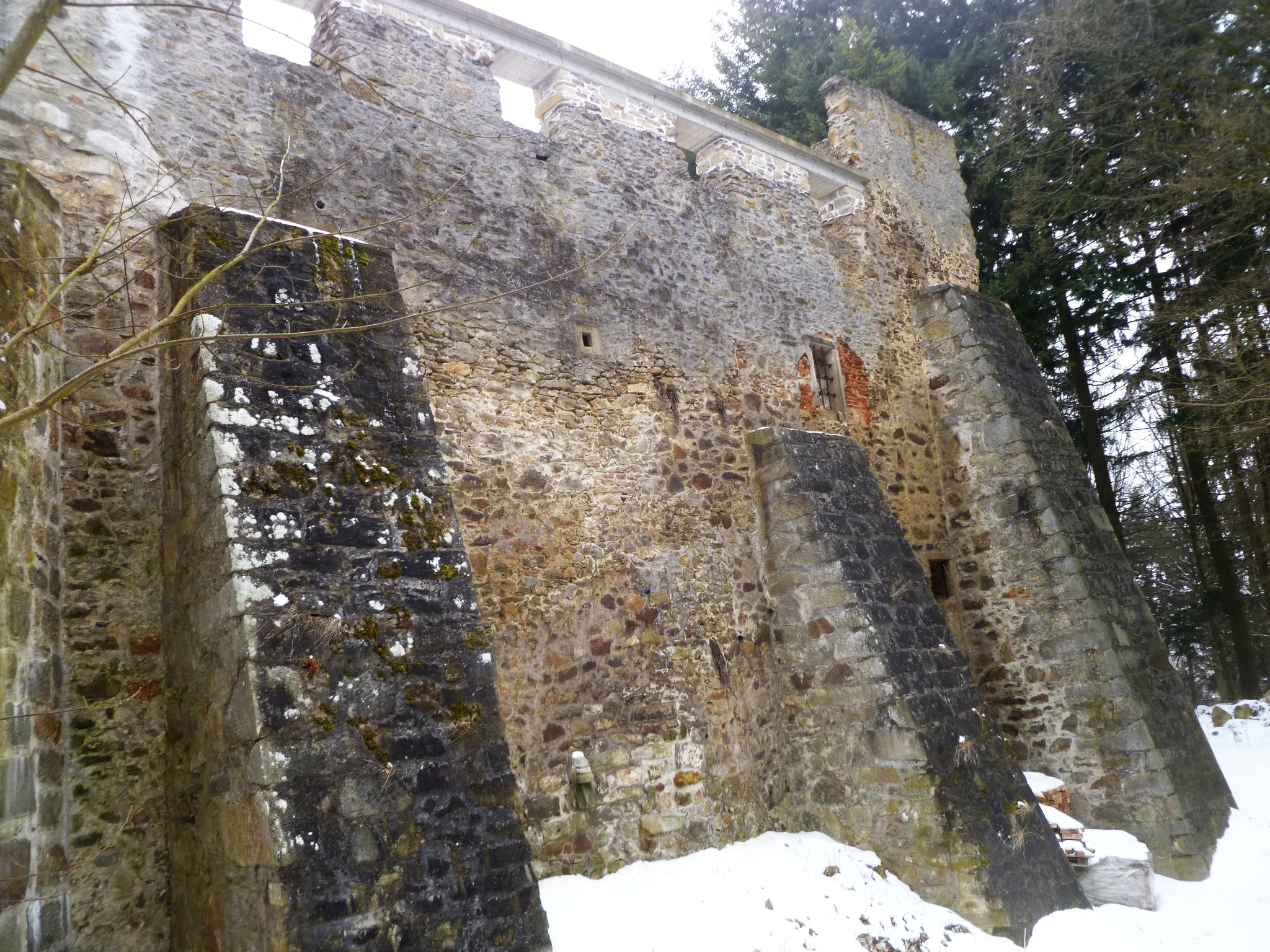
Burgruine Reichenau: Stützmauern
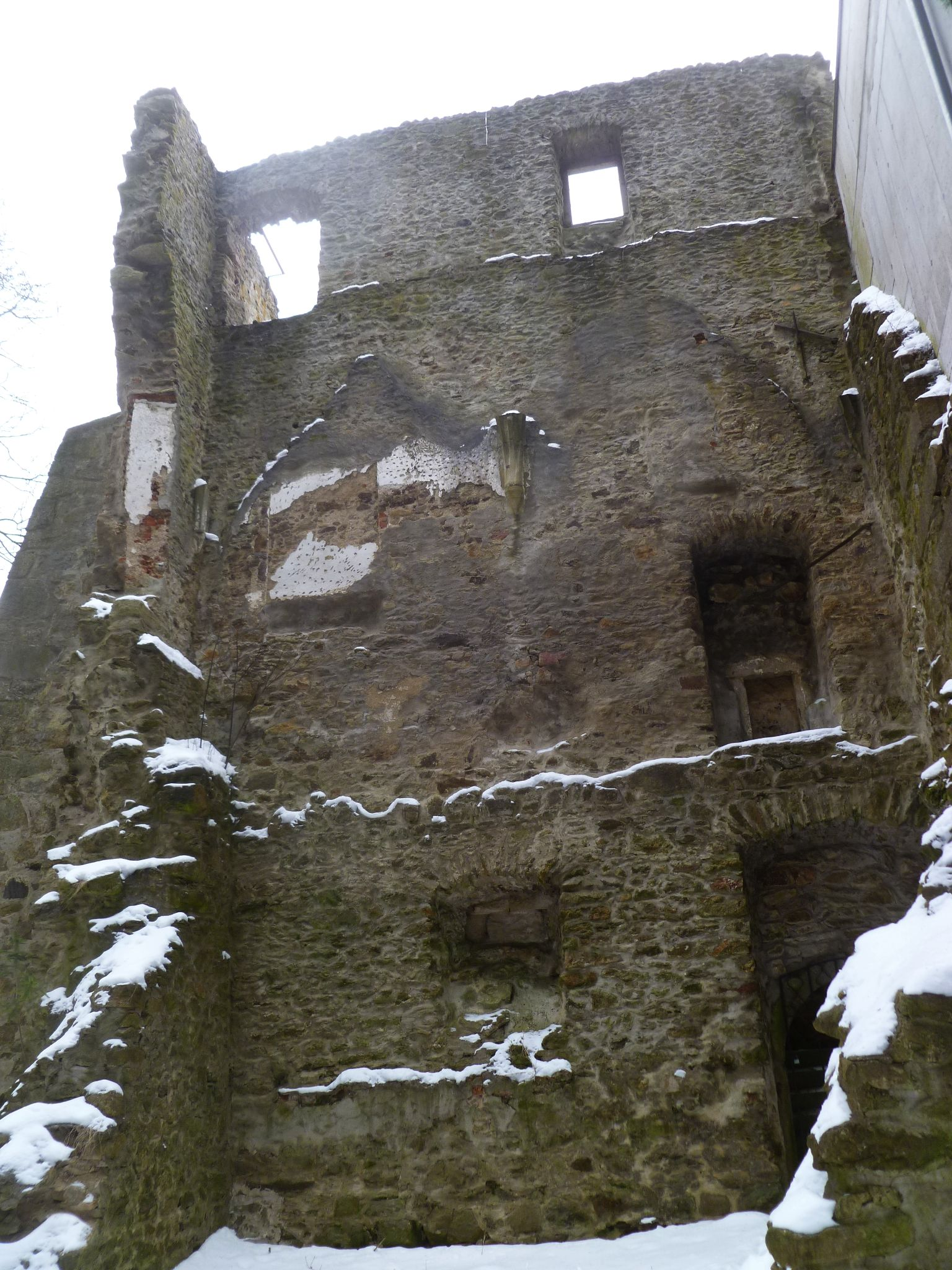
Burgruine Reichenau: Innenhof

## Beschreibung
Die 1315 errichtete Burg liegt auf einer Anhöhe südwestlich von Reichenau. Die Ringmauer wurde um 1521 errichtet und ist noch weitgehend erhalten. Der Hauptwohntrakt hat keine Zwischendecken mehr. Der Bergfried am Westflügel angebaut, ist innen hohl. Von der gotischen Kapelle stehen nur mehr die Innenwände, ein Teil ist 1964 in den Burggraben gestürzt. Der am besten erhaltene Teil vor der Renovierung war der Turm- und Tortrakt, in dem bis 1930 die Starhembergischen Angestellten wohnten. Umgeben wurde die Anlage von einem Graben mit Zugbrücke.
Im Inneren sieht man einen Innenhof mit Erker und Stiegenturm aus dem 16. Jahrhundert. Dieser Innenhof wird heute als Theaterbühne benützt. Vom Ort aus ist die Ruine über den Wanderweg 60 zu erreichen.